# 松茂町歴史民俗資料館・人形浄瑠璃芝居資料館
松茂町歴史民俗資料館・人形浄瑠璃芝居資料館（まつしげちょうれきしみんぞくしりょうかん・にんぎょうじょうるりしばいしりょうかん）は、徳島県板野郡松茂町にある松茂町史、人形浄瑠璃に関する博物館。

## 概要
1993年（平成5年）にオープン。旧吉野川とともに生きてきた松茂町の歴史に関する古文書・民具・古写真などを展示している他に、阿波人形浄瑠璃芝居に関する頭・人形・絵画などを展示。「水とたたかう松茂の人」と「人形浄瑠璃芝居」をテーマにしている。また事前予約があれば藍染めを体験することができる。

## 基礎データ
- 開館時間：9時〜17時（毎週木曜日、9時〜21時）
- 休業日：月曜日（祝日の場合は開館し、翌日を休館）、第3火曜日（祝日の場合は開館）、年末年始（12月28日〜1月4日）
- 入館料：無料

所在地等
- 〒771-0220 徳島県板野郡松茂町広島字四番越11番地の1

## 交通
- 松茂町役場から北へ徒歩約10分。
- 徳島バス「笹木野バス停」から西へ徒歩約5分。
- 徳島空港から車で約5分。